# Friedrich Wilhelm Argelander
Friedrich Wilhelm August Argelander (Memel, 1799. március 22. – Bonn, 1875. február 17.) német csillagász. Ismeretes mint a csillagok fényességének, pozíciójának és távolságának meghatározója.

## Élete és munkássága
Kelet-Poroszországban született Memel városában (jelenleg: Klaipėda, Litvániában). Apja finn, Johann Gottfried Argelander, anyja német, Wilhelmina Dorotea Grünhagen.
A Königsbergi Egyetemen Friedrich Bessel tanítványa volt. 1817 és 1822 között a Königsbergi Egyetem obszervatóriumában dolgozott. Felülvizsgálta annak a 2848 fényes csillagnak a pozícióját, amiket korábban John Flamsteed katalogizált. Tudományos fokozatát 1822-ben érte el. 1823 és 1837 között a Turkui Obszervatórium vezetője volt, majd Bonnba költözött. Ott egy új csillagászati obszervatóriumot tervezett és épített meg a Bonni Egyetem támogatásával. Az anyagi támogatás közvetlenül IV. Frigyes Vilmos porosz királytól érkezett, akinek Argelander gyerekkorától fogva jó barátja volt (az akkori koronaherceg egy időben Argelander szüleinek házában lakott, amikor a porosz királyi családnak menekülnie kellett a napóleoni háborúk idején).
1842-ben meghatározta a Groombridge 1830 csillag sajátmozgását. Évtizedekig ez volt a leggyorsabb sajátmozgással rendelkező csillag (jelenleg ez a csillag a harmadik helyen áll). Egy időben ez „Argelander csillaga” néven volt ismert.
1843-ban megjelentette Uranometria nova című művét, amiben a szabad szemmel látható csillagok pozícióit és fényességüket adta meg.
1844-ben jelentette meg „Felhívás a csillagászat barátaihoz” című körlevelét. Ebben nyomatékosan kérte, hogy a csillagászok fordítsanak több figyelmet a változó csillagok tanulmányozására. Ennek érdekében kidolgozott egy, az addig használtaknál jobb módszer a csillagok féányességének becslésére (ennek a alapja a vizsgált és a hozzá közeli csillagok fényességének összehasonlítása). A gyakorlott megfigyelők becslésének hibáját az új módszer ‡ 0,1 magnitudóra csökkentette. Ez olyan jó eredmény volt, hogy az eljárást amatőrcsillagászok mindmáig használják.
Argelander kiválóan értett hozzá, hogy egyszerűen használható, gyors mérési módszereket dolgozzon ki a csillagok pozícióinak és fényességének meghatározására, ezzel megvetette a modern csillagászat alapjait. Heliométerrel mérte a csillagok távolságát. Kollégáival együtt katalogizálta a csillagokat (köztük a változócsillagokat is). Argelander volt az első csillagász, aki a változócsillagokat tanulmányozta. Akkoriban még csak néhány ilyen csillag volt ismert. Ő vezette be a ma is használt osztályozásukat.
Megbecsülte a Nap mozgásának irányát.
Adalbert Krüger és Eduard Schönfeld közreműködésével Argelander állította össze 16 év megfigyelései alapján a ma Bonni Katalógusnak Bonner Durchmusterung nevezett csillagkatalógust, ami 1852 és 1859 között jelent meg. Ebben 324 189, 9,5 magnitudónál fényesebb csillag pozíciója és becsült fényessége szerepel. Mivel a fényességet nem egy-egy mérés alapján becsülték, hanem keresték a legkedvezőbb légköri viszonyokat, a katalógus több mint egymillió mérés eredményeit tartalmazza az északi sarktól az égi egyenlítő alatti tartományig. Ez volt az utolsó olyan csillagkatalógus, amit fényképek használata nélkül állítottak össze.
1863-ban Argelander segített a Csillagászati Társaság Astronomische Gesellschaft nevű nemzetközi csillagászati szervezet létrehozásában. Ennek létrehozása után javaslatot terjesztett be arra, hogy egészen 9m fényességig határozzák meg az égbolt valamennyi, -2° és +80° deklináció között látható csillagának helyzetét. A grandiózus terv végrehajtásában 17 obszervatórium vett részt szerte a világon, köztük a pulkovói, a bonni és a berlini csillagvizsgáló. Egyúttal elhatározták, hogy a programot 50 évvel később megismétlik.

## Elismerések és szellemi öröksége
- 1846: a Svéd Királyi Akadémia külső tagja
- 1855: Az Amerikai Művészeti és Tudományos Akadémia tiszteletbeli tagja[5]
- 1863: A brit Royal Astronomical Society aranyérme
- 2006-ban három német csillagászati intézet összeolvadt a Bonni Egyetemen, és az Argelander-Institut für Astronomie nevet vette fel
- a Holdon az  Argelander-kráter és az 1551 Argelander jelzésű aszteroida viseli a nevét

## Szakirodalom
- Friedrich Wilhelm Argelander: Untersuchung über die Bahn des grossen Cometen vom Jahre 1811,[6] 4, Königsberg, 1822.
- Friedrich Wilhelm Argelander: De Attentionis mensura causisque primariis. Psychologiae principia statica et mechanica exemplo illustraturus.[7] Gebrüder Bornträger, 1822,
- Asimov, Isaac. Asimov's Biographical Encyclopedia of Science and Technology. Doubleday & Co., Inc. (1972). ISBN 0-385-17771-2 (Parts of this article are based on this source.)
- Sticker, Bernhard. Argelander, Friedrich Wilhelm August, Dictionary of Scientific Biography 1. New York: Charles Scribner's Sons, 240–243. o. (1970). ISBN 0-684-10114-9

## Fordítás
- Ez a szócikk részben vagy egészben  a   Friedrich Wilhelm Argelander című angol Wikipédia-szócikk fordításán alapul.  Az eredeti cikk szerkesztőit annak laptörténete sorolja fel. Ez a jelzés csupán a megfogalmazás eredetét és a szerzői jogokat jelzi, nem szolgál a cikkben szereplő információk forrásmegjelöléseként.